# Gemini 10
Gemini 10 byl kosmický let s posádkou 18. – 21. července 1966 v rámci amerického kosmického programu Gemini. Měl sériové označení GLV-10 12565, v katalogu COSPAR označen 1966-066A. Byl 12 kosmickou lodí z USA, dvacátou z planety Země. Cílem letu bylo setkání s Agenou.

## Posádka
- John Young (2) - velitel
- Michael Collins (1) - pilot

V závorkách je uvedený dosavadní počet letů do vesmíru včetně této mise.

### Záložní posádka
- Alan Bean - velitel
- Clifton Williams - pilot

### Spojení s Agenou
- Spojení: 19. července 1966 04:15:00 UTC
- Odpojení: 20. července 1966 19:00:00 UTC

### Výstup do vesmíru
- Collins - EVA 1
  - Začátek: 19. července 1966 21:44:00 UTC
  - Konec: 19. července 1966 22:33:00 UTC
  - Trvání: 49 minut
- Collins - EVA 2
  - Začátek: 20. července 1966 23:01:00 UTC
  - Konec: 20. července 1966 23:40:00 UTC
  - Trvání: 39 minut

## Průběh letu

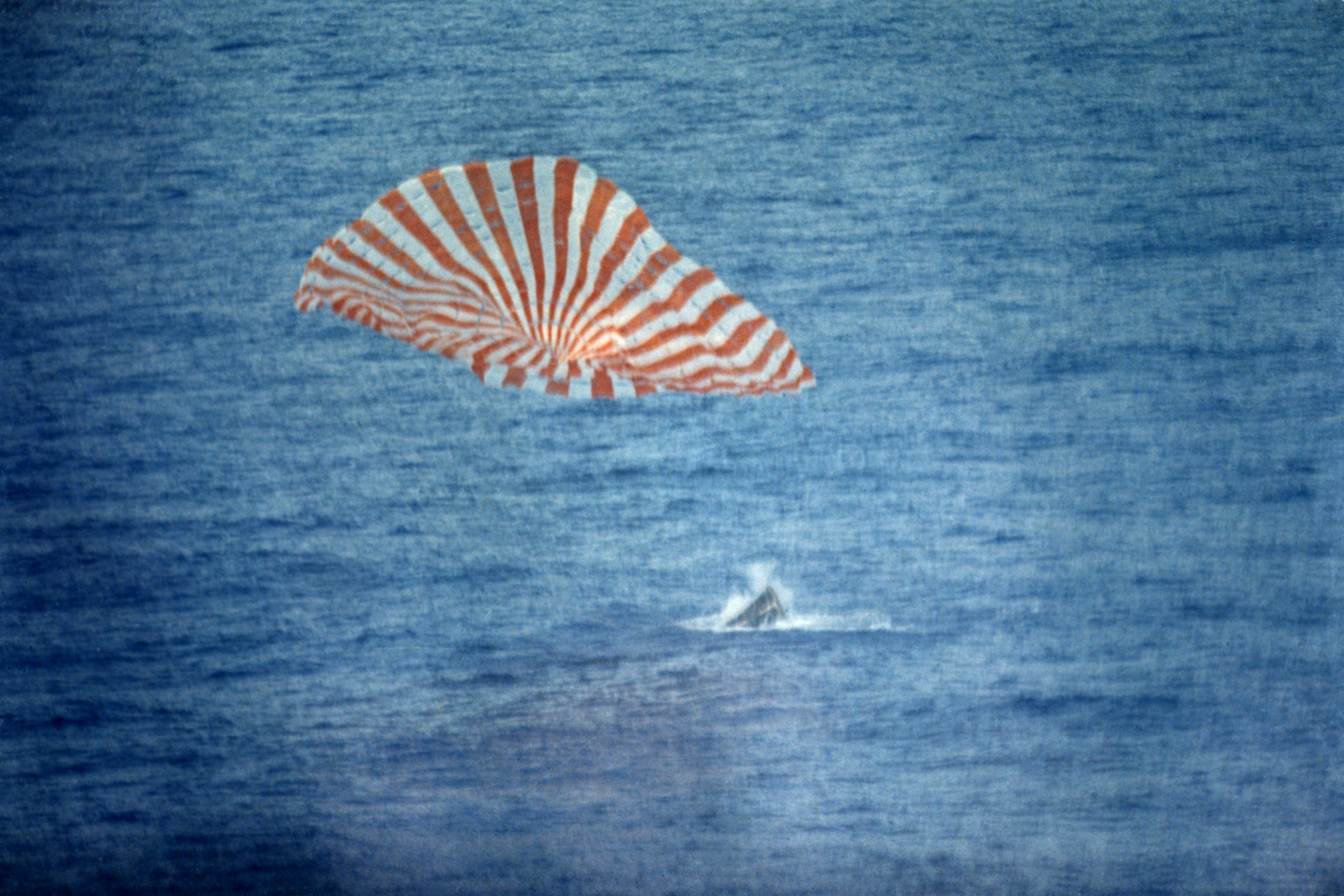
Přistání kosmické lodi Gemini 10

Start lodě byl pozdě večer 18. července 1966 na Floridě z mysu Canaveral s pomocí rakety Titan 2 GLV. V posádce Gemini 10 byli velitel John Young, pilotem byl Michael Collins.
Přibližovací manévr Gemini k Ageně trval pět hodin, ke spojení došlo nad Havajskými ostrovy.
Po spojení lodi Gemini s cílovým tělesem Agena TV-10 (COSPAR 1966-065A) byl využit motor Ageny pro zvýšení oběžné dráhy komplexu na 298-762 km, což v té době znamenalo překonání výškového rekordu sovětského Voschodu 2. Pak se celý komplex přiblížil k další Ageně TV-8 ve výši cca 405 km nad Zemí. V průběhu téměř třídenního letu byl na dobu 49 minut otevřen průlez kosmické lodi, čehož Collins využil k vykonání 39minutového experimentu na povrchu tělesa Agena TV-8, tedy ve volném kosmickém prostoru. Po oddělení Agen již následoval sestupový manévr. Z hladiny oceánu v západním Atlantiku, kde na padáku přistáli večer 21. července 1966, byli vyzvednuti čekající letadlovou lodí USS Guadalcanal.